# Sinéad O'Connor
Sinéad O'Connor, z uradnim imenom Shuhada' Sadaqat, znana tudi kot Magda Davitt, rojena kot Sinéad Marie Bernadette O'Connor [šinéjd méri bernadét o'kônor], irska pevka in glasbenica, * 8. december 1966, Dublin, † 26. julij 2023, Dublin, Irska.
Sinéad je dobila ime po Sinéad de Valera, ženi tretjega irskega predsednika Éamona de Valere, in materi zdravnika, ki je vodil porod, ter po Bernardki Lurški. Bila je tretji otrok v družini petih otrok, sestra Josepha, Eimearja, Johna in Eoina. Joseph O'Connor je priznan pisatelj. Njen oče Jack O'Connor je bil gradbeni inženir in kasneje odvetnik. Mati Marie O'Connor se je mlada poročila z očetom. Starša sta se razšla, ko je bilo Sinéad osem let. Z glasbo se je Sinéad pričela ukvarjati v šoli, ko je ustanovila tudi svojo prvo skupino. Na račun svojega prodornega glasu je dobila pogodbo z založbo Ensign in izdala album The Lion and the Cobra, ki je postal hit, svetovno slavo pa je dosegla z izvedbo Princeove skladbe »Nothing Compares 2 U« leta 1990.
Znana je bila tudi po občasnih kontroverznih izjavah o organizirani religiji, pravicah žensk, vojni in zlorabi otrok. Največji škandal je povzročila leta 1992, ko je med pogovorno oddajo na televiziji raztrgala fotografijo papeža Janez Pavla II. z besedami »Fight the real enemy« (»Bojuj(te) se proti pravemu sovražniku«).
Leta 2018 se je spreobrnila v islam in se uradno preimenovala v Shuhado' Sadaqat, vendar je v glasbenem svetu kljub temu ostala znana s prejšnjim imenom.